# Wilson Pinheiro
Wilson de Souza Pinheiro (Careiro, 15 de fevereiro de 1933 — Brasiléia, 21 de julho de 1980) foi seringueiro, presidente do Sindicato dos Trabalhadores Rurais de Brasiléia, no Acre, e membro da Comissão Municipal Provisória do Partido dos Trabalhadores naquele município.

## Biografia
Pinheiro liderou o que ficou conhecido como Mutirão contra a jagunçada, episódio em que centenas de trabalhadores marcharam contra bandidos que ameaçavam os posseiros da região, preservando, ao mesmo tempo, a floresta amazônica. Tomaram dezenas de rifles e entregaram as armas ao  Exército. O desfecho do episódio foi trágico: acuados pela liderança de Pinheiro, latifundiários da região mandaram matar o seringueiro na noite de 21 de julho de 1980. 
A primeira fundação de apoio partidária instituída pelo PT ainda em 1981 - a Fundação Wilson Pinheiro - recebeu essa denominação em sua homenagem. Dilacerada por divergências internas, a FWP foi posteriormente substituída pela Fundação Perseu Abramo (FPA)..
Aos 30 anos de seu assassinato, em 2010, o Centro Sérgio Buarque de Holanda da FPA publicou um dossiê em sua Revista Perseu (n. 5), no qual consta uma seleção de documentos de seu acervo, incluindo depoimentos de lutadores como Chico Mendes e Elson Martins, que estavam presentes nessa jornada.